# Aprilovo, Sofia
Aprilovo (în bulgară Априлово) este un sat în comuna Gorna Malina, regiunea Sofia,  Bulgaria. 

## Demografie
Componența etnică a satului Aprilovo
     Bulgari (87,39%)
     Romi (7,64%)
     Nicio identificare (4,29%)
     Altele (1,14%)
La recensământul din 2011, populația satului Aprilovo era de 1.047 locuitori. Din punct de vedere etnic, majoritatea locuitorilor (87,39%) erau bulgari, cu o minoritate de romi (7,64%). Pentru 4,29% din locuitori nu este cunoscută apartenența etnică.